# Трактат о живописи
«Трактат о живописи» (итал. Trattato della Pittura) — сборник записей Леонардо да Винчи (1452—1519), в которых излагаются его размышления о живописи. Представляет собой наследие Леонардо в науке живописи: содержит фрагменты и отрывки из его рукописей, которые были собраны и переработаны примерно в 1540-х годах ближайшим учеником да Винчи — Франческо Мельци. С тех пор воспринимается как оригинальный труд самого Леонардо.
«Трактат о живописи» охватывает широкий круг вопросов, поэтому на протяжении многих веков художники, учёные и искусствоведы, включая Пуссена и Галилея, читали трактат с большим интересом, принимая его за текст Леонардо. В XIX веке, когда стали доступны оригинальные тексты мастера, учёные поняли, что «Трактат» слабо связан с утончёнными идеями Леонардо.

## Создание
На протяжении своей художественной, научной и изобретательской деятельности Леонардо записывал свои размышления о живописи, её преимуществе перед другими искусствами, о том, как правильно заниматься живописью и как достичь хороших результатов в этом искусстве. Однако мастер умер, так и не успев опубликовать записи.
Как известно, Леонардо имел специфическую манеру письма — свои записи он выполнял в зеркальном виде справа налево. Расшифровка его записей — трудная задача даже для его современников. После его смерти записи перешли в руки Франческо Мельци, его ближайшего ученика, который из отрывков этих записей и сформировал «Трактат».

## Содержание

### Спор живописца с поэтом, музыкантом и скульптором
Первая глава гораздо более объёмная по сравнению с остальными, и в основном в ней приведены все мысли Да Винчи о месте живописи среди других искусств, почему она требует особого внимания, и благодаря чему она превосходит многие науки и даже философию.
Трактат начинается с недовольства Леонардо в связи с тем, что живопись не входит в так называемый корпус свободных искусств, в который входят музыка, поэзия и скульптура. Живопись — дочь природы и осуществляется наиболее достойным чувством. Кроме того, живопись, помимо того, что занимается творениями природы, также имеет дело с тем многим, чего природа никогда не создавала. Живопись не обнаруживает свою конечную цель в словах и из-за невежества осталась позади вышеназванных наук, не теряя от этого своей божественности. Ведь, как и совершенные творения природы, живопись сама себя облагораживает.
Да Винчи пишет, что полезнее та наука, плод которой передаётся сообщению. А так как путь через зрительную способность доступен для более широкой аудитории, чем поэзия и литература, которые передаются через слово и слух и которые нуждаются в переводчиках и толкователях, живопись должна стоять выше последних. Тем более поэзия и литература представляют творения людей — слова, а живопись представляет творения природы, что для Леонардо более ценно.
Живопись также стоит выше наук, которые доступны подражанию, такие как математика, письмена, скульптура, печатные книги; сама же она подражанию недоступна.
Живопись распространяется на поверхности, цвета и фигуры всех предметов, созданных природой, а философия проникает внутрь этих тел, рассматривая в них собственные свойства, но она не удовлетворяет той истине, которой достигает живописец, самостоятельно обнимающий первую истину этих тел, так как глаз меньше ошибается, чем разум.
Живопись является родственницей Бога, а также внучкой природы, так как природа порождает вещи, а живопись рождается благодаря этим вещам.
Стоит отметить, что знание о перспективе, без которой невозможна астрономия, вышла из живописи.
Арифметика и геометрия трудятся только над количеством, а не над качеством — красотой творения природы и украшения мира.
Все, что существует во Вселенной как сущность, как явления или как воображение, живописец имеет сначала в душе, а затем в руках, которые настолько превосходны, что в одно и то же время создают такую же пропорциональную гармонию в одном единственном взгляде, какую образуют предметы. Мы [живописцы] можем в отношении искусства называться внуками Бога.
Если поэзия распространяется на философию морали, то живопись распространяется на философию природы.

Затем Леонардо доказывает положение о том, что зрение — самое важное чувство. Тот, кто теряет зрение, теряет красоту мира со всеми формами сотворённых вещей.
Глаз — окно человеческого тела, через него душа наслаждается, при его посредстве душа радуется, находясь в человеческой клетке, без него эта человеческая темница — пытка.
Далее Леонардо вновь доказывает превосходство живописи над другими искусствами в отдельности.
Так, в поэзии красота проявляется постепенно, в разное время, она расчленена. В живописи мы наблюдаем цельность красоты.
Хоть музыка и является сестрой живописи, но последняя превосходит её, так как она не умирает непосредственно после своего рождения, как несчастная музыка. Наоборот, она остаётся в бытии, и то, что в действительности является только поверхностью, показывает себя как живое.
Скульптуру живопись превосходит тем, что скульптор производит свои творения с большим телесным трудом, чем живопись, а живописец производит своё творение с большим трудом ума.
Подводя итог главы, Мастер даёт 10 суждений, которыми оперирует живописец:
- Свет;
- Мрак;
- Цвет;
- Тело;
- Фигура;
- Место;
- Удалённость;
- Близость;
- Движение;
- Покой.

Скульптор в отличие от живописца оперирует меньшим количеством суждений, а именно: тело, место, фигура, движение, покой. Следовательно, скульптура требует меньше рассуждений и вследствие этого требует для ума меньше труда, чем живопись.

### О живописи в прошлом и о недостатках современных живописцев
Эта и следующая главы менее объёмные, и в них содержатся поучения и методологические советы Леонардо для художника.
Первая картина состояла из одной-единственной линии, которая окружала тень человека, отброшенную солнцем на стену.
Да Винчи говорит о том, что ни в коем случае нельзя подражать манере другого, ведь если природные вещи существуют в столь великом изобилии, то скорее хочется прибегнуть к ней, чем к мастерам, которые научились у неё. Живопись из века в век склоняется к упадку и теряется, когда у живописцев нет иного вдохновения, кроме живописи уже сделанной.

### Каким должен быть живописец
Живописец спорит и соревнуется с природой.
В данной главе Леонардо выстраивает свою теорию о том, каким должен быть настоящий живописец. Так, его ум должен быть подобен зеркалу, которое превращается в цвет того, что оно имеет в качестве объекта, и наполняется столькими образами, сколько существует предметов, ему противоположных.
Мастер говорит о том, что настоящего живописца отличает любовь к живописи и к Богу, а великая любовь порождается великим знанием предмета, который ты любишь, поэтому живописец должен проводить все время, свободное от живописи, за познанием предметов. Также автор не признаёт жажды к славе и деньгам, потому что это влечёт за собой расторопность и незаконченность картин, которые, конечно же, не могут называться великим произведением.
Хорошего мастера отличает не то, что он может рисовать одну деталь бесконечно прекрасно, а то, сколько таких деталей он сможет так нарисовать. Ведь не будет заслуживать похвалы тот живописец, кто умеет превосходно рисовать тело, но совершенно не умеет рисовать лица. Следовательно, тот не будет универсальным, кто не любит одинаково все вещи, содержащиеся в живописи.
После этого Леонардо говорит о том, что тот мастер продвигается к совершенству, произведения искусства которого превзойдены суждениями. Тут имеется в виду то, что прежде чем создать произведение, сначала в уме мастера должно быть суждение о нём. Под суждением Леонардо понимает вышеназванные 10 суждений, которыми оперирует живописец.
Когда суждение превосходит произведение, то это произведение никогда не перестанет совершенствоваться, если только скупость не помешает этому. Когда произведение наравне с суждением, то это печальный знак для такого суждения.
Что предшествует суждению? Душа. Она, правящая и управляющая каждым телом, есть то, что образует наше суждение ещё до того, как она станет нашим собственным суждением.
Подводя итог рассуждениям о том, каким должен быть живописец, Мастер выделяет четыре необходимых условия:
- Математика, относящаяся к этой живописи;
- Отсутствие товарищей, чуждающихся своих занятий;
- Мозг, способный изменяться от разнообразия предметов, перед ним находящихся;
- Удалённость от других забот.

### Обучение живописца
Жалок тот ученик, который не превосходит своего учителя.
В этой главе Леонардо объясняет, в какой последовательности следует обучать будущего живописца. Сначала его необходимо обучить правилам перспективы. Затем обучить его мере, далее ему следует показывать рисунки хорошего мастера, чтобы он из них понял, как правильно рисовать простые вещи. Потом ему следует попрактиковаться, срисовывая с натуры. Следующий этап — рассматривание различных мастеров и уже на последнем этапе задача ученика — привыкнуть к практическому осуществлению и работе в искусстве.
Между тем, да Винчи отмечает, что сначала нужно научиться прилежанию, а уже затем быстроте.

### О живописи и перспективе
В последующих главах Леонардо делится знанием о том, как правильно заниматься живописью.
Живопись, говорит он, распространяется на все 10 обязанностей глаза (суждений).
В природе существует три вида перспективы:
1. Уменьшение фигур тел — зависит от глаза;
2. Уменьшение величин тел — зависит от воздуха между глазом и предметом;
3. Уменьшение цветов тел — тоже зависит от воздуха между глазом и предметом.

Второе в живописи — подходящие позы, изменяющиеся от телосложения. Первое — рельеф, а вовсе не краски, как это считается.
Не всегда хорошо то, что красиво — это любовь к краскам, а не к рельефу.
Глаз посылает через воздух своё подобие всем противостоящим ему объектам и получает их на себя, то есть на свою поверхность, откуда общее чувство их рассматривает и то, что нравится ему, посылает памяти.

### О свете и тени, цвете и красках
В исследованиях по светотени Леонардо Да Винчи на много лет опережает развитие не только живописи, но также развитие науки о свете.
Мастер говорит, что тень имеет свойства всех природных вещей, которые в своём начале являются более сильными, а к концу ослабевают. Мрак — это первая степень теней, свет — последняя.
Вот какие цвета признаёт Леонардо — простые цвета таковы: первый из них — белый, хоть некоторые философы не причисляют ни белый, ни чёрный к числу цветов, так как одно является причиной цветов, а другое — их лишением. Иерархия цветов Да Винчи такова:
1. Белый — свет;
2. Жёлтый — земля;
3. Зелёное — вода;
4. Синее — воздух;
5. Красное — огонь;
6. Чёрное — мрак.

Никакое тело никогда всецело не обнаруживает свой природный цвет:
1. Это случается из-за посредствующей среды, которая находится между предметом и глазом;
2. Это случается, когда предметы, освещающие данный предмет, имеют в себе другое цветовое качество.

### О том, как изображать лицо, фигуру и одежды
Красота и безобразие кажутся более могущественными рядом друг с другом
Всякая любовь, обращённая на частное, пренебрегает целым, так как все её радости объединились в этой единственной вещи, бросая всеобщее для частностей. Поэтому нужно соблюдать соразмерность, движения тела должны быть вестниками движения души.
Хороший живописец должен писать две главные вещи: человека и представление его души. Первое — легко, второе — трудно, так как оно должно быть изображено жестами и движениями членов тела.

### О композиции
Люди и слова уже сделаны, и, если ты не умеешь обращаться со своими фигурами, ты подобен оратору, который не умеет пользоваться своими словами.
Композиции живописных исторических сюжетов должны побуждать зрителей и созерцателей к тому же самому действию, как и то, ради которого этот сюжет был изображён.

### О пейзажах
В этой главе Леонардо приводит общие соображения о том, как нужно рисовать пейзажи, его советы и поучения.

### Описания
Данную главу Да Винчи посвящает различным описаниям, в которых на примерах разбирает те правила, которые были даны в последних главах.

## Значение
Значение «Трактата» в художественно-историческом плане трудно переоценить. Несмотря на то, что сборник не был оформлен самим Леонардо, тем не менее цель текста — распространить художественную теорию Мастера, что мы и наблюдаем в истории живописи от середины XVI века до начала XIX века. В это время он распространялся в виде манускриптов по всему свету. Сейчас во многих музеях есть копии этого текста. В 1651 году была издана печатная версия Трактата. Благодаря этому стало возможным распространять «Трактат» на различных языках.
В отличие от настоящих записей Леонардо, который стал общедоступным только в XIX веке, «Трактат о живописи» пользовался популярностью за несколько веков до этого момента. Он был популярен среди многих художников, натурфилософов и писателей. Среди самых знаменитых мы можем обнаружить имена Аннибале Карраччи, Николы Пуссена, Андре Фелибьена и Галилео Галилея, считавших, что трактат написан самим да Винчи. Несмотря на это, мы знаем, что текст представляет собой лишь сборник правил по рисованию Мастера.
Следовательно, «Трактат» уже не представляет такой ценности и значения для восстановления теории живописи Леонардо. Однако исследование «Трактата о живописи» приобретает фундаментальное значение, если художественно-исторический анализ будет сфокусирован не только на оригинальных записях и теориях Леонардо, но и на наследии его идей в свете эпох Ренессанса и Барокко, художников, натурфилософов и учёных, которые имели место в это время.

## Исследования
Историки искусства давно признали значимость «Трактата о живописи». В 1959 году Кейт Стейниц составила перепись уцелевших рукописей, которые до сих пор служат основой для исследования трактата, однако несколько записей обнаружились уже после её исследования. В 1964 году Карло Педретти отметил, что, скорее всего, «Трактат о живописи» является сокращённым вариантом «Книги о живописи», которую написал Франческо Мельци. Через несколько лет Педретти предложил генеалогию и хронологию сохранившихся рукописей. Этот труд остаётся значимым и по сей день. Гомбрих, Кемп, Дамиш, Фараго и ещё несколько учёных занимаются исследованием исторических обстоятельств выхода первого печатного издания, который появился в Париже в 1651 году.
Хотя эти исследования внесли значительный вклад в понимание наследия Леонардо Да Винчи с середины семнадцатого века и до наших дней, однако они оставили некоторые фундаментальные вопросы без ответов. Следовательно, в настоящее время мы ещё не имеем исчерпывающих знаний о влиянии идей Леонардо в эпохе Ренессанса и барокко.